# Zimbabveanska Premijer liga
Zimbabveanska Premijer liga, vrhunska liga Zimbabveanskog nogometnog saveza (ZIFA). Osnovana je 1980. godine kao nasljednik nekadašnjeg Rodezijskog nacionalnog nogometnnog saveza osnovanog 1962.
Prema vrhovnom pokrovitelju Castle Lageru, ova liga naziva se i Castle Lager Premier Soccer League. Sastoji se od šesnaest ekipa koja se natječu u 30 utakmica u sezoni koja traje od ožujka do studenog, a na kraju sezone četiri posljednja kluba ispadaju a četiri druga ulaze u nju.
Sezone 2013 iz Premijer lige ispali su klubovi Black Mambas, Monomotapa United, Motor Action i Triple B .
Najviše prvenstava, ukupno 21, osvojio je Dynamos, a najbolji golgeteri su Chewe Mulenga (24; 1999/00) zgoditka; Zenzo Moyo (2000), Alois Bunjira (1996) i Evans Chikwaikwai (2008; po 23 svaki);  Norman Maroto (2010; 22), i Nyasha Mushekwi (2009; 21)
Trenutno se u ligi natječu:
- ZPC Kariba
- Dynamos
- CAPS United
- Highlanders
- Hwange
- Platinum
- Buffaloes
- Chicken Inn
- Triangle United
- Chapungu United
- How Mine
- Black Rhinos
- Harare City
- Shabanie Mine
- Bantu Rovers
- Chiredzi

## Povijest
Prvaci do nezavisnosti Rodezije
- 1962    Bulawayo Rovers
- 1963    Dynamos (Salisbury; današnji Harare)
- 1964    Bulawayo Rovers
- 1965    Dynamos (Salisbury)
- 1966    St. Pauls (Musami)
- 1967    State House Tornados (Salisbury)
- 1968    Bulawayo Sables
- 1969    Bulawayo Sables
- 1970    Dynamos (Salisbury)
- 1971    Arcadia United (Salisbury)
- 1972    Salisbury Sables
- 1973    Metal Box
- 1974    Salisbury Sables
- 1975    Chibuku (Salisbury)
- 1976    Dynamos (Salisbury)
- 1977    Zimbabwe Saints (Bulawayo)
- 1978    Dynamos (Salisbury)
- 1979    CAPS United (Salisbury)

Od nezavunosti
- 1980    Dynamos (Salisbury)
- 1981    Dynamos (Salisbury)
- 1982    Dynamos (Salisbury)
- 1983    Dynamos (Harare)
- 1984    Black Rhinos (Mutare)
- 1985    Dynamos (Harare)
- 1986    Dynamos (Harare)
- 1987    Black Rhinos (Mutare)
- 1988    Zimbabwe Saints (Bulawayo)
- 1989    Dynamos (Harare)
- 1990    Highlanders (Bulawayo)
- 1991    Dynamos (Harare)
- 1992    Black Aces (Harare)
- 1993    Highlanders (Bulawayo)
- 1994    Dynamos (Harare)
- 1995    Dynamos (Harare)
- 1996    CAPS United (Harare)
- 1997    Dynamos (Harare)
- 1998/99 Highlanders (Bulawayo)
- 2000    Highlanders (Bulawayo)
- 2001    Highlanders (Bulawayo)
- 2002    Highlanders (Bulawayo)
- 2003    AmaZulu (Bulawayo)
- 2004    CAPS United (Harare)
- 2005    CAPS United (Harare)
- 2006    Highlanders (Bulawayo)
- 2007    Dynamos (Harare)
- 2008    Monomotapa (Harare)
- 2009    Gunners (Harare)
- 2010    Motor Action (Harare)
- 2011    Dynamos (Harare)
- 2012    Dynamos (Harare)
- 2013    Dynamos (Harare)
- 2014

Osvajali tutule:
- 20: Dynamos (Harare)
- 7 Highlanders (Bulawayo)
- 4 CAPS United (Harare)
- 2 Black Aces (Harare) [uključujući Chibuku],  Black Rhinos (Mutare),  Bulawayo Rovers, Bulawayo Sables, Harare Sables, Zimbabwe Saints (Bulawayo)
- 1 AmaZulu (Bulawayo), Arcadia United (Harare), Gunners (Harare), Metal Box [više nije aktivan], Monomotapa (Harare), Motor Action (Harare),  State House Tornados (Harare) [više nije aktivan], St. Pauls (Murehwa) [više nije aktivan][2]